# Jadwiga Janczewska

Jadwiga Janczewska (1913)

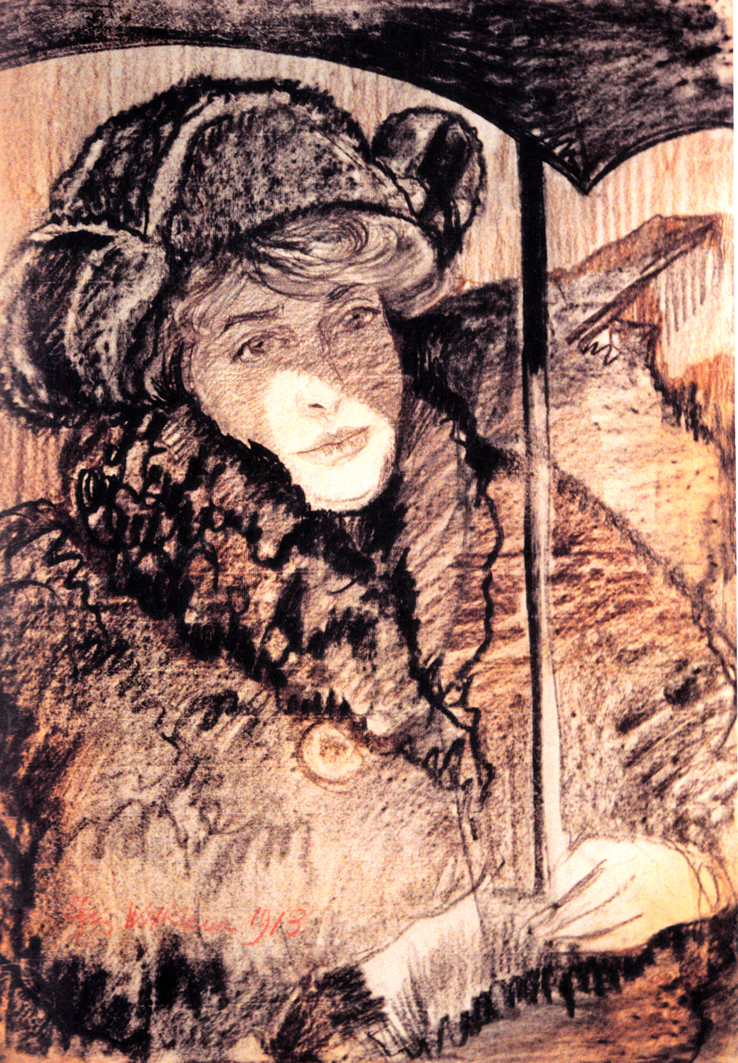
Jadwiga Janczewska (1913)

Jadwiga Janczewska (ur. 1889, zm. 21 lutego 1914) – polska malarka, największa miłość i narzeczona Stanisława Ignacego Witkiewicza (Witkacego). Zmarła śmiercią samobójczą pod Skałą Pisaną w Dolinie Kościeliskiej w Tatrach.

## Życiorys
Była córką Jadwigi z Wiewiórskich i mińskiego adwokata Wiktora Janczewskiego, który w 1906 został deputowanym do Dumy Państwowej jako reprezentujący Królestwo Polskie. Jadwiga miała brata Leona.
Jadwiga Janczewska, zaręczona ze Stanisławem Ignacym Witkiewiczem 17 stycznia 1913, leczyła gruźlicę w sanatorium doktora Kazimierza Dłuskiego w Zakopanem, mieszkała w willi „Jambór” przy Drodze do Białego. Odebrała sobie życie strzałem z pistoletu Browning.

## Relacje o zdarzeniu
Przyczyny samobójstwa Janczewskiej nie były do końca znane. Istnieje opinia, że była zakochana w Karolu Szymanowskim, przyjacielu Witkacego i mimo jego homoseksualizmu być może była z nim w ciąży. Wiadomo, że zdarzenie to miało związek z nieporozumieniami ze Stanisławem Ignacym Witkiewiczem i z tego powodu był on przez niektórych obwiniany o spowodowanie tej tragedii.
Według Władysława Kiejstuta Matlakowskiego, syna lekarza i etnografa Władysława Matlakowskiego, bliskiego przyjaciela Witkacego, nieporozumienia zaistniały na tle znajomości Janczewskiej z Karolem Szymanowskim „(…) W tym czasie przebywał również w Zakopanem Karol Szymanowski, z którym Witkiewicz utrzymywał bliskie stosunki. Młody kompozytor (…) był człowiekiem czarującym, nic więc dziwnego, że podobał się również narzeczonej Witkiewicza. Na tym tle dochodziło między nimi do poważnych nieporozumień. Kiedyś, po gwałtownej scenie, Witkiewicz poszedł w góry i nie wracał przez kilka dni. Gdy jego nieobecność się przedłużała, Janczewska pojechała do Kościelisk i tam zastrzeliła się pod skałą Pisaną, położywszy przy sobie kwiaty, które przywiozła”.
Według relacji Karola Szymanowskiego przytoczonej przez Jarosława Iwaszkiewicza: „…samobójczyni przed śmiercią zostawiła kartkę, że swój czyn popełnia przez Szymanowskiego. Szymanowski twierdził przez całe życie, wielokrotnie ze mną o tym rozmawiał, że nie miał z tym nic wspólnego i że kartka samobójczyni była dla niego zupełnie niezrozumiała”.
Według innej relacji Karola Szymanowskiego przytoczonej przez Jerzego Mieczysława Rytarda: „…Owego dnia Karol oraz narzeczeni znajdowali się w gronie innych jeszcze osób w willi Witkiewiczów. Od pierwszej chwili wyczuł Karol między nimi dramatyczny nastrój. W pewnym momencie Staś podszedł do narzeczonej i ściszonym głosem zaczął nalegać, żeby wyszła z nim razem. Gdy po pewnym czasie wrócili, odniósł Szymanowski wrażenie, że ich nieobecność miała na celu wypróbowanie jej uczucia w tak typowych dla Witkacego demonicznych spięciach psychologicznych. Zakończenie wewnętrznego konfliktu młodej pary nastąpiło tak szybko i przybrało tak fatalny obrót, że wszyscy byli tym zaskoczeni, a najbardziej zdaje się sam Staś. Tego dnia bowiem, późnym wieczorem, a może w nocy…, narzeczona Witkiewicza odebrała sobie życie”.
Niezależnie od przyczyn, samobójstwo Janczewskiej było wielkim wstrząsem dla Witkiewicza i w dużej mierze zadecydowało o jego przyszłych losach. Po jej śmierci Karol Szymanowski natychmiast opuścił Zakopane, rozpoczynając podróż do Włoch, Afryki i Londynu.

## Nawiązania w kulturze
Wątek śmierci Jadwigi Janczewskiej miał być fragmentem niezrealizowanego scenariusza filmu o Witkacym. Jadwiga Janczewska była inspiracją dla jednej z postaci dramatu Macieja Pinkwarta Kocham cię strasznie, ale swoboda to wielka rzecz, na podstawie którego powstał spektakl Kobieta. Istnienia poszczególne wystawiony przez Teatr Witkacego w Zakopanem.